# ラリー・ニーヴン

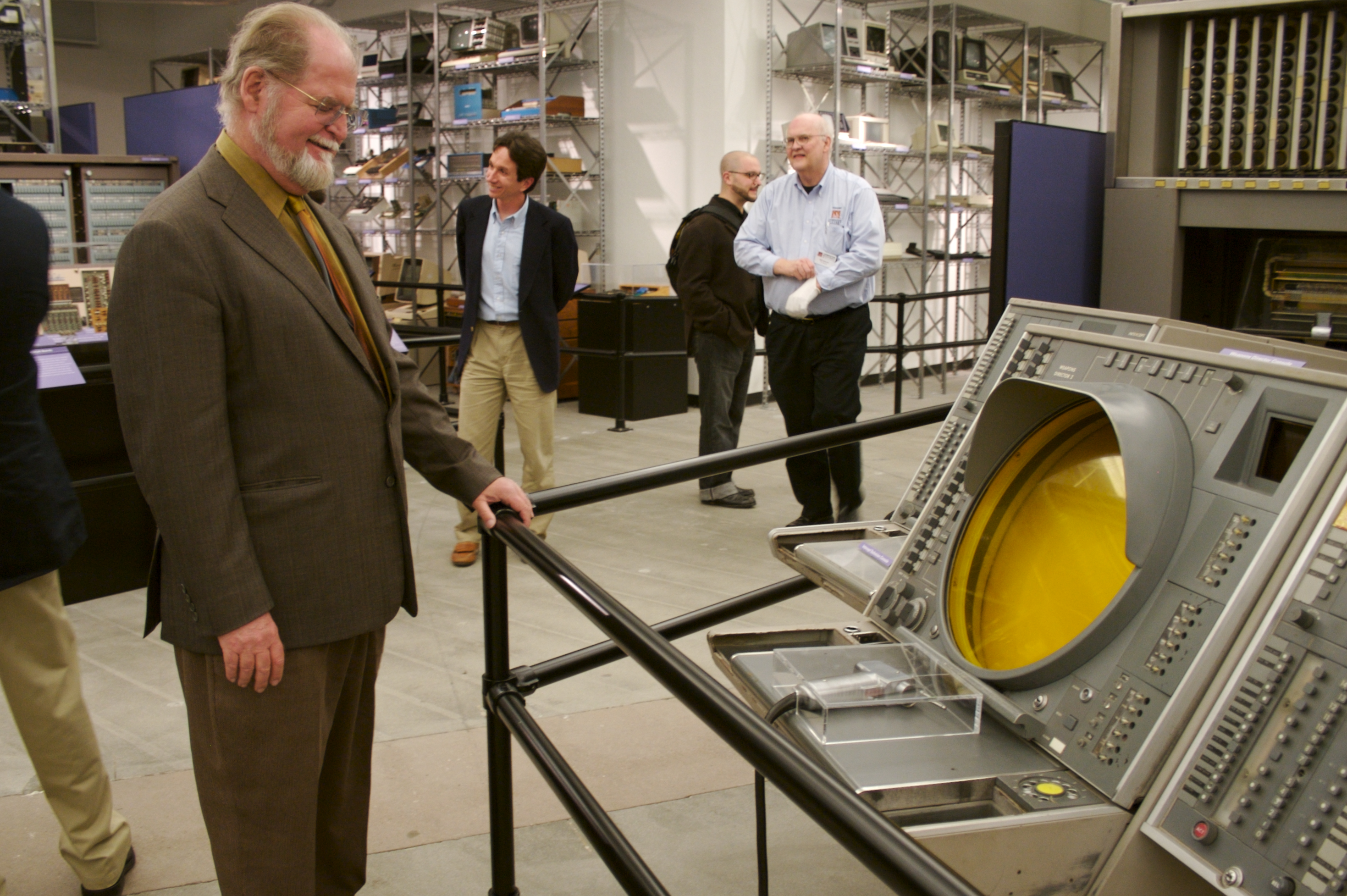
マウンテンビュー市のComputer History Museumでのラリー・ニーブン

ラリー・ニーヴン（Larry Niven、早川書房での表記はラリイ・ニーヴン）ことローレンス・ヴァン・コット・ニーヴン（Laurence van Cott Niven、1938年4月30日 - ）は、アメリカ合衆国の小説家、SF作家。代表作は『リングワールド』(1970) で、ヒューゴー賞、ローカス賞、ネビュラ賞を受賞した。大胆なアイデアのハードSFを得意とし、しばしば推理小説と冒険小説の要素もある。ファンタジーとしては『魔法の国が消えていく』を代表とするシリーズがある。

## 経歴
ニーヴンは石油王 Edward L. Doheny の子孫である。カリフォルニア工科大学にも通ったが、カンザス州トピカのウォッシュバーン大学で数学（と心理学を少し）学び1962年に卒業。カリフォルニア大学ロサンゼルス校で数学の修士課程で1年だけ学んだ。以降ロサンゼルス近郊に住み、専業作家となった。同じくSF作家の Marilyn Joyce Wisowaty と1969年に結婚した。

## 作品解説
ニーヴンは非常に多くのSF短編・長編を著している。デビュー作は「イフ」誌に1964年に掲載された短編「いちばん寒い場所」 (The Coldest Place)。
代表作は『リングワールド』（Ringworld, 1970年）。この作品で1970年度のネビュラ賞 長編小説部門、1971年のローカス賞 長篇部門とヒューゴー賞 長編小説部門を受賞している。また、「中性子星」では1967年のヒューゴー賞 短編小説部門を受賞し、1972年には「無常の月」でも同賞を受賞した。1976年には「太陽系辺境空域」でヒューゴー賞 中編小説部門を受賞した。
ニーヴンは Land of the Lost やアニメ版スタートレックなど様々なSFテレビ番組の脚本を書いている。また、「無常の月」は『新アウターリミッツ』でドラマ化されている。
ニーヴン作品の一部は「ノウンスペース（既知宇宙）」を舞台としている。このノウンスペースで人類は10を超える異星人種と太陽近辺の星々を共有統治している。なかでも「クジン人」や「ピアスンのパペッティア人」はよく登場する。
近年はジェリー・パーネルやスティーヴン・バーンズらと共作している。
また、グレッグ・ベアの長編『天空の劫火』(The Forge of God) の登場人物であるローレンス・ヴァン・コット (Lawrence Van Cott) は、ニーヴンをモデルにしている。

## リングワールド

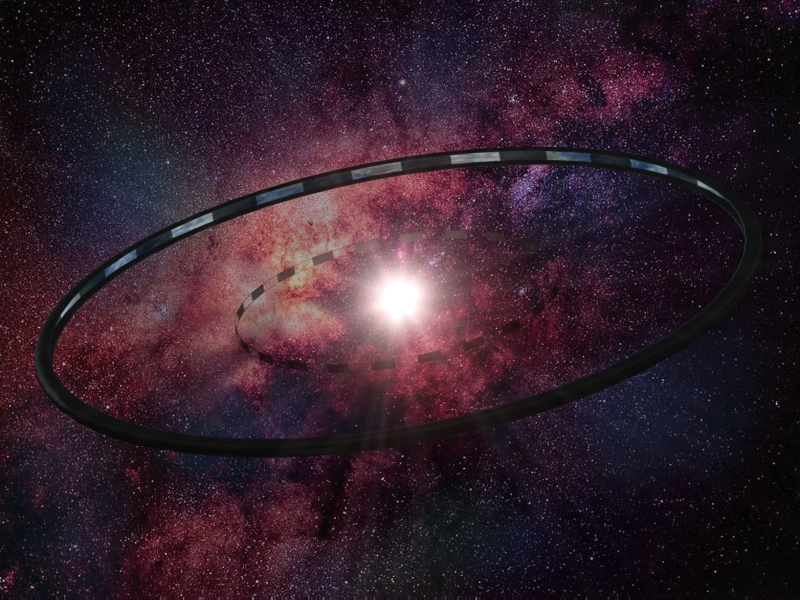
リングワールド

地球の公転軌道とほぼ同じ直径の巨大な環状の構造物である。ニーヴンがダイソン球を効率化しようと考えて生み出した。回転させることで擬似重力を発生することができる。回転するダイソン球の場合、回転軸と赤道付近では擬似重力に大きな違いが生じるため大気が偏ってしまうが、リングワールドであればそのような問題はなく建設に要する資材も少ない。後にリングワールドは力学的に不安定であることが指摘された。一度リングの中心が恒星とずれてしまった場合、恒星の重力によってずれが大きくなっていく。ニーヴンはこれを続編『リングワールドふたたび』のプロットの要素とした。
イアン・M・バンクスはこれを発展させた Orbital というより小さな構造体を小説に登場させた。アレステア・レナルズも2008年の小説 House of Suns にリングワールド的構造体を登場させている。

## 政策への関与
2007年、ジェリー・パーネルを代表とするSIGMAというSF作家集団がアメリカ国土安全保障省に対して今後のテロの傾向などを予測するといった助言を行い始めた。これにニーヴンも参加している。
ニーヴンはロナルド・レーガンが戦略防衛構想（スターウォーズ計画）を立案する際のアドバイザーだった。このことはBBCのドキュメンタリー Pandora's Box で明かされている。

## その他
「スーパーマンの子孫存続に関する考察」でニーヴンは、スーパーマンと人間の女性が子を持つことの困難さを現実世界の物理学の範囲で解説している。
オリジナルのマジック:ザ・ギャザリングには「ネビニラルの円盤」というカードがあったが、"Nevinyrral" とは "Larry Niven" を逆に綴ったものである。これは「魔法の国が消えていく」のシリーズに登場する、周囲のマナを消費し尽くして魔法を無効化する回転する円盤がアイデアになっている。

## 作品一覧

### ノウンスペース
- プタヴの世界 (World of Ptavvs, 1966)
- 地球からの贈り物 (A Gift from the Earth, 1968)
- 中性子星 (Neutron Star, 1967) - 短編集 – ヒューゴー賞の短編小説部門を受賞した「中性子星」を収録
- The Shape of Space (1969) - 短編集 - 未訳
- プロテクター (Protector, 1973)
- 太陽系辺境空域 (Tales of Known Space, 1975) - 短編集
- 不完全な死体 (The Long Arm of Gil Hamilton, 1976) - 短編集
- パッチワーク・ガール (The Patchwork Girl, 1980)

#### リングワールド・シリーズ
- リングワールド (Ringworld, 1970) – ネビュラ賞[2]、ヒューゴー賞の長編小説部門、ローカス賞を受賞[3]
- リングワールドふたたび (The Ringworld Engineers, 1980)
- リングワールドの玉座 (The Ringworld Throne, 1996)
- リングワールドの子供たち (Ringworld's Children, 2004)

#### リングワールド・コンパニオン・シリーズ
エドワード・M・ラーナーと共著
- Fleet of Worlds (2007) - 未訳
- Juggler of Worlds (2008) - 未訳
- Destroyer of Worlds (2009) - 未訳
- Betrayer of Worlds (2010) - 未訳
- Fate of Worlds (2012) - 未訳

#### Man-Kzin War アンソロジー
- Man-Kzin Wars (1988) - 未訳
- Man-Kzin Wars II (1989)- 未訳
- Man-Kzin Wars III (1990)- 未訳
- Man-Kzin Wars IV (1991)- 未訳
- Man-Kzin Wars V (1992)- 未訳
- Man-Kzin Wars VI (1994)- 未訳
- Man-Kzin Wars VII (1995)- 未訳
- Man-Kzin Wars VIII (1998)- 未訳
- Man-Kzin Wars IX (2002)- 未訳
- Man-Kzin Wars X (2003)- 未訳
- Man-Kzin Wars XI (2005)- 未訳
- Man-Kzin Wars XII (2009)- 未訳
- Man-Kzin Wars XIII (2012)- 未訳
- Man-Kzin Wars XIV (2013)- 未訳

#### Man-Kzin 小説
- Cathouse: A Novel of the Man Kzin-Wars (1990、Dean Ingと共著) - 未訳
- The Children's Hour: A Novel of the Man-Kzin Wars (1991, ジェリー・パーネル、 S. M. スターリングと共著) - 未訳
- Inconstant Star (1991、ポール・アンダースンと共著) - 未訳
- A Darker Geometry (1996、 Mark O. Martin、グレゴリー・ベンフォードと共著) - 未訳
- The Houses of the Kzinti (2002、Dean Ing、ジェリー・パーネル、 S. M. スターリングと共著) - 未訳
- Destiny's Forge: A Man-Kzin Wars Novel (2007、 Paul Chafeと共著) - 未訳

### アヴァロン・シリーズ
- アヴァロンの闇 (The Legacy of Heorot, 1989) - ジェリー・パーネル、スティーヴン・バーンズと共著
- アヴァロンの戦塵 (Beowulf's Children, 1995) - ジェリー・パーネル、スティーヴン・バーンズと共著
- The Secret of Black Ship Island"" (2012) - 未訳、バーンズおよびパーネルと共著の中編
- Destiny's Road (1997) - 未訳、ニーヴンによる単著。アヴァロン・シリーズと同一宇宙だが、別の惑星が舞台となる
- Starborn & Godsons (2020) - 未訳、バーンズおよびパーネルと共著

### その他　ジェリー・パーネルと共著
- 悪魔のハンマー (Lucifer's Hammer, 1977)
- 忠誠の誓い (Oath of Fealty, 1981)
- 降伏の儀式 (Footfall, 1985)
- Lucifer's Anvil or Samael's Forge (2013 in progress) - 未訳

インフェルノ・シリーズ
- インフェルノ -SF地獄篇- (Inferno, 1976)
- Escape from Hell (2009, インフェルノの続編) - 未訳

モート・シリーズ
- 神の目の小さな塵 (The Mote in God's Eye, 1975)
- 神の目の凱歌 (The Gripping Hand, 1994)

Golden Road Series
- The Burning City (2000) - 未訳
- Burning Tower　(2005) - 未訳
- Burning Mountain (2016年末時点でin progress)

### ドリーム・パーク　シリーズ
スティーヴン・バーンズと共著
- ドリーム・パーク (Dreampark, 1981)
- The Barsoom Project (1989) - 未訳
- The California Voodoo Game (1992, UK: The Voodoo Game) - 未訳
- The Moon Maze Game (2011) - 未訳

### その他　スティーブン・バーンズと共著
- アナンシ号の降下 (The Descent of Anansi, 1982)
- Achilles' Choice (1991) - 未訳
- Saturn's Race (2001) - 未訳

### ザ・ステート シリーズ
- 時間外世界 (A World out of Time, 1976)
- インテグラル・ツリー (The Integral Trees, 1984) - ローカス賞受賞[6]
- スモークリング (The Smoke Ring, 1987)

### 魔法の国が消えていくシリーズ
ファンタジー
- ガラスの短剣 (Flight of the Horse, 1973) - 短編集
- 魔法の国が消えていく（The Magic Goes Away）
- 魔法の国がよみがえる（The Magic May Return）共著 - 短編集
- 魔法の国よ永遠なれ（More Magic）共著 - 短編集
- More Magic (1984) - 未訳
- The Time of the Warlock (1984) - 未訳

### Bowl of Heaven シリーズ
グレゴリー・ベンフォードと共著
- Bowl of Heaven (2012) - 未訳
- Shipstar (2014) - 未訳
- Glorious (2020) - 未訳

### その他
- The Flying Sorcerers (1971, デイヴィッド ジェロルドと共著) - 未訳
- 巨大な世界 (Bigger Than Worlds, 1973) - 居住可能な超巨大構造物を紹介したSFエッセイ。SFマガジン1977年4月号掲載。
- Berserker Base: A Collaborative Novel (1984, ポール・アンダースン、エドワード・ブライアント、 ステファン・ドナルドソン、フレッド・セイバーヘーゲン、コニー・ウィリス、ロジャー・ゼラズニーと共著) - 未訳
- 天使墜落 (1991) マイケル・フリン、ジェリー・パーネルと共著 1992年プロメテウス賞受賞
- Rainbow Mars (1999) - 未訳
- Building Harlequin's Moon (2005, Brenda Cooperと共著) - 未訳
- The Goliath Stone (2013, Matthew Joseph Harringtonと共著) - 未訳
- The Moon Bowl (2016年末でin progress、マイケル・フリン、ジェリー・パーネルと共著)

### 短編集
- 無常の月 (All The Myriad Ways, 1971) - 短編集、ヒューゴー賞 短編小説部門受賞「無常の月」収録
- The Flight of the Horse (1973) - 未訳
- Inconstant Moon (1973)- 未訳
- A Hole in Space (1974) - 短編集、ヒューゴー賞 短編小説部門受賞「ホール・マン」収録
- Convergent Series (1979)- 未訳
- Niven's Laws (1984)- 未訳
- Limits (1985)- 未訳
- N-Space (1990)- 未訳
- Playgrounds of the Mind (1991)- 未訳
- Bridging the Galaxies (1993)- 未訳
- Scatterbrain (2003)- 未訳
- Larry Niven Short Stories Volume 1 (2003)- 未訳
- Larry Niven Short Stories Volume 2 (2003)- 未訳
- Larry Niven Short Stories Volume 3 (2003)- 未訳
- The Draco Tavern (2006)- 未訳
- Stars and Gods (2010)- 未訳
- The Best of Larry Niven (2010)- 未訳
- 『無常の月 ザ・ベスト・オブ・ラリイ・ニーヴン』日本オリジナル短編集 2018